# Пермская ТЭЦ-6
Пермская ТЭЦ-6 входит в Пермский филиал ПАО "Т плюс".

## История и деятельность

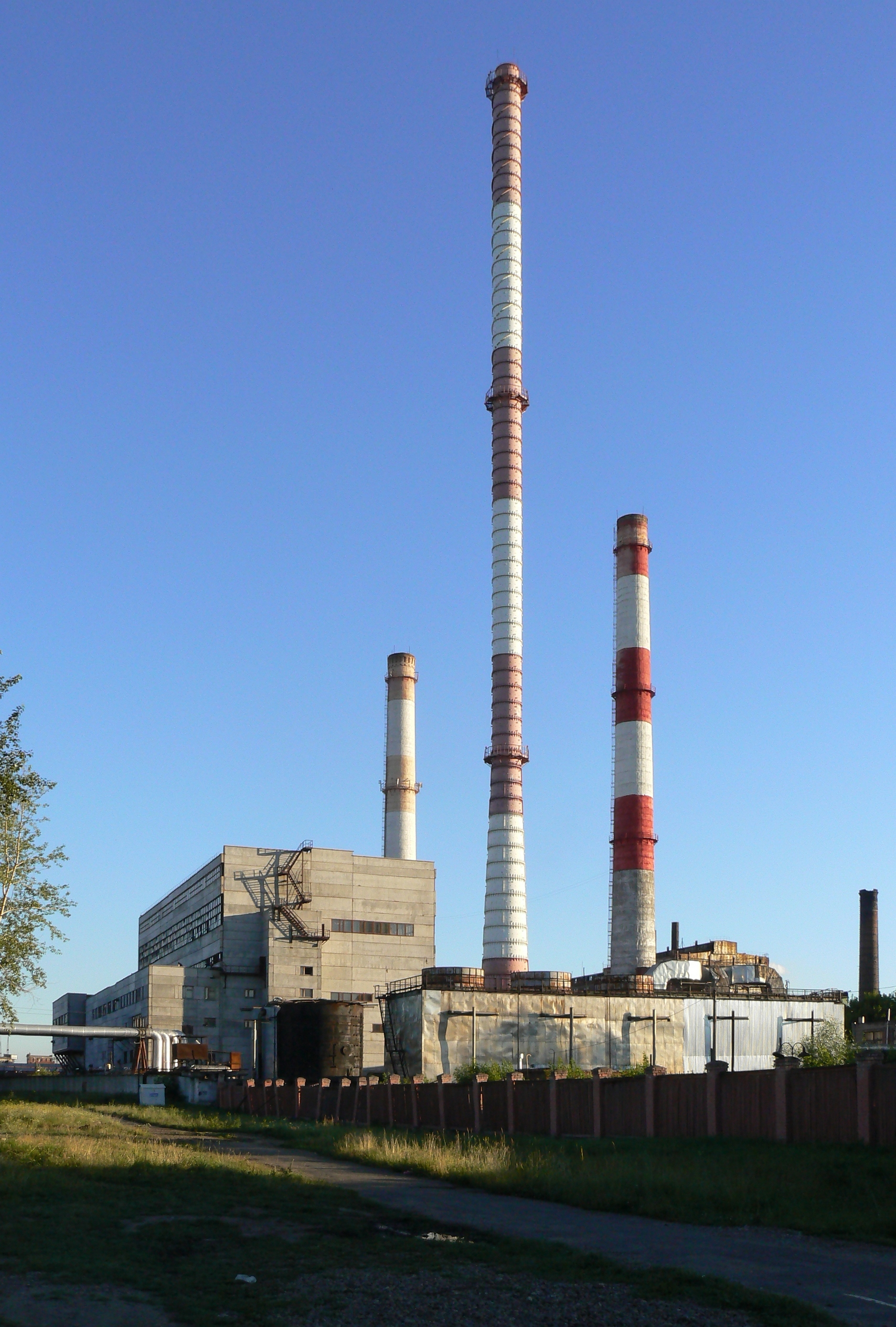
Трубы ТЭЦ-6

Это одна из старейших станций Пермского края — существует с 1942 года. ТЭЦ-6 задумывалась для обеспечения теплом и электроэнергией авиастроительного завода (теперь это группа предприятий ОАО «Пермский моторостроительный комплекс»). Её строительство началось в 1939 году. В июле 1941 года ТЭЦ объявлена всенародной стройкой. В её строительстве принимали участие предприятия и трудящиеся города, области и соседних областей (Свердловской, Кировской, Челябинской). Пуск станции состоялся в тяжелейшее для страны время, летом 1942 года.
Первоначально на ТЭЦ-6 проектировалась установка импортного оборудования. Но в связи с военными действиями его поставки прекратились, поэтому было принято решение об установке эвакуированного оборудования с Алексинской ТЭЦ и Штеровской ТЭЦ. В январе 1944 года состоялся пуск парового котла №2, эвакуированного с Тульского оружейного завода. Потерянные в период эвакуации узлы и детали изготавливались в Перми заводами имени. Свердлова, имени. Ленина и трестом «Центроэнергомонтаж». В 1948 году установлен паровой котел № 3 американского производства, полученный по «Ленд-лизу» в качестве военной помощи.
Новый этап в развитии ТЭЦ-6 пришелся на 1950-е годы, когда Пермь переживала строительный бум. В ходе реконструкции мощность ТЭЦ выросла более чем в два раза: с 30 тысяч киловатт до 67 тысяч киловатт. Именно от ТЭЦ-6 началось строительство тепловой сети на центр города (магистраль I). А в октябре 1958 года тепловые сети выделились из состава ТЭЦ-6 и стали самостоятельным предприятием под названием «Пермские тепловые сети».
В 2009 году в рамках программы развития мощностей КЭС Холдинга (предыдущее название ПАО "Т плюс") началась реконструкция Пермской ТЭЦ-6. На её территории была построена парогазовая установка. Она включает в себя две газовые турбины SGT-800 новейшей модификации, два современных котла-утилизатора и паровую турбину SST-600 фирмы Siemens. По итогам реализации проекта в 2012 году общая электрическая мощность ТЭЦ увеличилась на 124 МВт, а тепловая — на 96,5 Гкал/ч. Введенная тепловая мощность позволяет обеспечить теплом более 50 тыс. квартир.
В 2012 году ПГУ-124 была введена в эксплуатацию.

## Современное состояние
В настоящее время в работе находятся 7 генераторов общей электрической мощностью 179,7 МВт. Связь с энергосистемой осуществляется по 6 высоковольтным линиям 110 кВ:
- 2 КВЛ Пермская ТЭЦ-6 - Пермская ТЭЦ-9 с отпайками
- 2 КВЛ Пермская ТЭЦ-6 - ПС Пермь с отпайками
- 2 КВЛ ПС Соболи - Пермская ТЭЦ-6